# Ente Nazionale Italiano di Unificazione
Ente Nazionale Italiano di Unificazione (la unificación italiana Nacional, sigla UNI) es una asociación privada sin ánimo de lucro que realiza actividades de regulación en Italia, fundada en 1921 en Milano.
La UNI es reconocida por el Estado italiano y por la Unión Europea, y representa la actividad legislativa italiana en la Organización Internacional de Normalización (ISO) y Comité Europeo de Normalización (CEN).
Piero Torretta es el presidente de la organización.